# Estrazione ritardata
In spettrometria di massa l'estrazione ritardata (meglio nota con il termine inglese delayed extraction) è una tecnica usata per aumentare la risoluzione negli analizzatori a tempo di volo.

## Meccanismo
Il metodo serve perché ioni uguali partono dalla matrice a tempi diversi durante il desorbimento/ionizzazione laser (MALDI o altre tecniche di ionizzazione): ioni in zone più lontane dalla zona di incidenza del laser partiranno a tempi maggiori.
Si applica un voltaggio prima della zona di accelerazione in modo da trattenere gli ioni, togliendo il voltaggio gli ioni partiranno tutti contemporaneamente. 